# Werner Burger
Werner Burger (nombre en chino: 布威纳 Bu Weina; 1936 - 15 de noviembre de 2021) fue un numismático alemán especializado en monedas chinas de la dinastía Qing (1644-1911), siendo de los pocos especialistas durante gran parte del siglo XX. Escribió el primer doctorado en numismática china.

## Biografía
Burger nació en Múnich, Baviera, Alemania, en 1936. Estudió chino en la Ludwig-Maximilians-Universität München (LMU), graduándose en 1962 con méritos. Fue a China en 1963 para enseñar alemán en Shanghái , en donde se empezó a empapar más de la cultura china. Cuando la escuela en la que enseñaba cerró, lo enviaron a ser criador de ovejas. Luego se mudó a Hong Kong para investigar la numismática china. Murió en Hong Kong el 15 de noviembre de 2021.

## Publicaciones
- "Inscripciones manchúes en monedas chinas", en The American Numismatic Society Museum Notes XI (1964)
- “Un amuleto en manchú”, en Boletim do Instituto Luís de Camµes (1969)
- “Acuñación durante el período Qianlong: comparación de las monedas actuales con los informes de la Casa de la Moneda”, en Christine Moll-Murata, Song Jianze y Hans Ulrich Vogel (eds. ), Reglamento de artesanía china de la dinastía Qing (2005)
- Sección china de Monedas del mundo 1750-1850, por WD Craig (1976)
- Ch'ing efectivo hasta 1735, Publicaciones Mei Ya, Taipéi, 1976
- Ch'ing Cash, Museo Universitario y Galería de Arte, Universidad de Hong Kong, 2016.